# Axylia vespertina
Axylia vespertina är en fjärilsart som beskrevs av François Louis Nompar de Caumont de Laporte 1984. Axylia vespertina ingår i släktet Axylia och familjen nattflyn. Inga underarter finns listade i Catalogue of Life.